# Björboholm
Björboholm är en tätort i Lerums kommun och ligger vid sjön Mjörn. Genom tätorten går länsväg 190 mellan Göteborg och Sollebrunn.
En kulturmiljöinventeringen från 2010 beskriver att ”området har stora pedagogiska värden, då det uppvisar sommarhusens utveckling från sekelskiftets stora påkostade villor till de mer enkla sportstugorna från 1950- och 1960-talen.” Det finns också kulturhistoriska värden knutna till sociala inrättningar som lanthandel, restaurang, pensionat, vilohem, barnhem och missionskyrka.

Källa:  Kulturmiljöinventering Björboholm, Annekärr, Alsjön, Stora Lundby socken, Lerums kommun; Västarvet/Regionmuseum Västra Götaland, Kulturmiljöenheten 2010

## Befolkningsutveckling
| Befolkningsutvecklingen i Björboholm 1975–2020 | Befolkningsutvecklingen i Björboholm 1975–2020 | Befolkningsutvecklingen i Björboholm 1975–2020 | Befolkningsutvecklingen i Björboholm 1975–2020 | Befolkningsutvecklingen i Björboholm 1975–2020 |
| ---------------------------------------------- | ---------------------------------------------- | ---------------------------------------------- | ---------------------------------------------- | ---------------------------------------------- |
|                                                |                                                |                                                |                                                |                                                |
| År                                             |                                                |                                                | Folkmängd                                      | Areal (ha)                                     |
| 1975                                           | 1975                                           |                                                | 413                                            |                                                |
| 1980                                           | 1980                                           |                                                | 501                                            |                                                |
| 1990                                           | 1990                                           |                                                | 611                                            | 128                                            |
| 1995                                           | 1995                                           |                                                | 637                                            | 145                                            |
| 2000                                           | 2000                                           |                                                | 667                                            | 146                                            |
| 2005                                           | 2005                                           |                                                | 670                                            | 148                                            |
| 2010                                           | 2010                                           |                                                | 963                                            | 181                                            |
| 2015                                           | 2015                                           |                                                | 1 036                                          | 235                                            |
| 2020                                           | 2020                                           |                                                | 1 204                                          | 255                                            |
| Anm.: Ny tätort 1975                           |                                                |                                                |                                                |                                                |